# Jotie T'Hooft

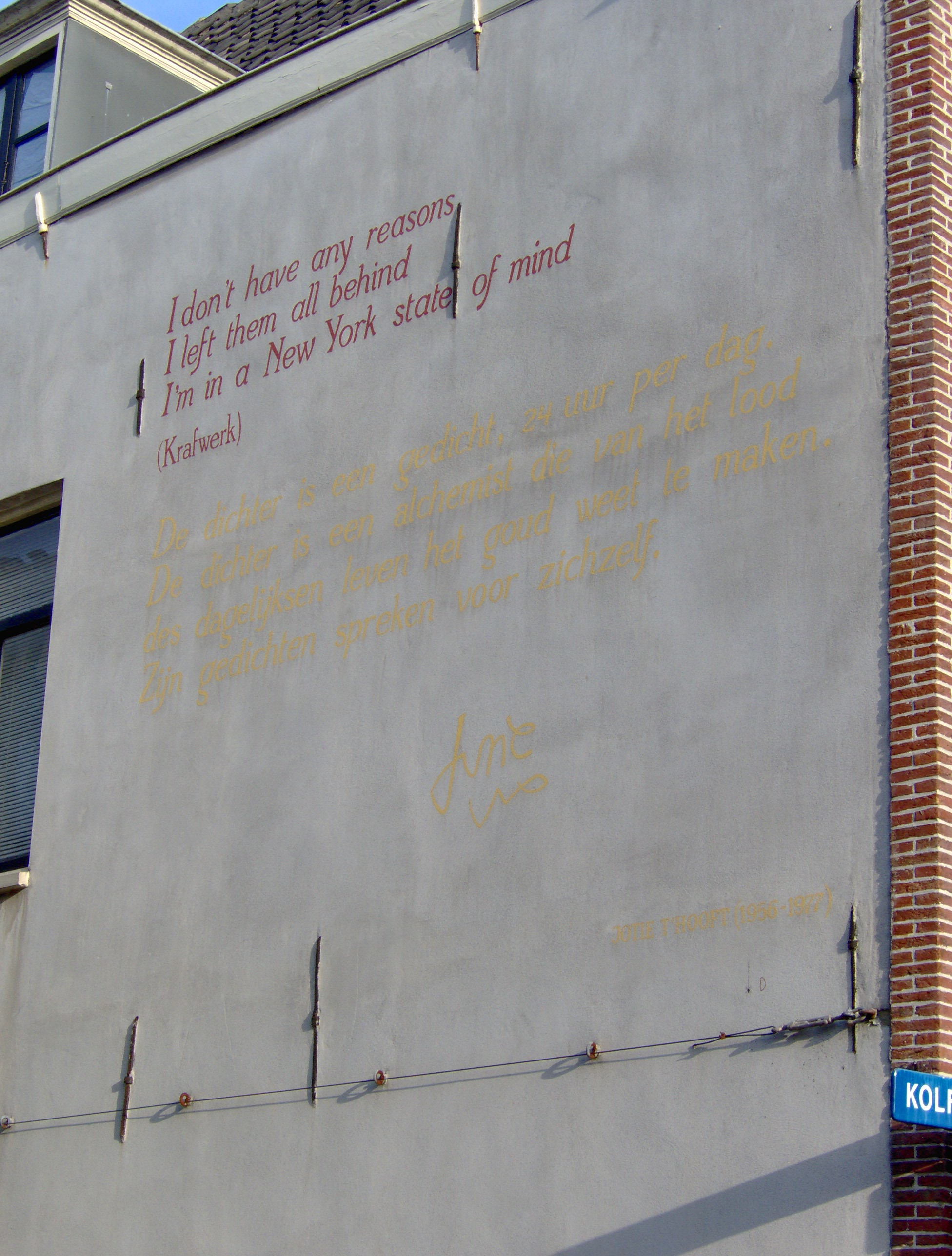
Het gedicht De dichter is een gedicht van T'Hooft op een muur in Leiden

Johan Geeraard Adriaan (Jotie) T'Hooft (Oudenaarde, 9 mei 1956 – Brugge, 6 oktober 1977) was een Vlaams neoromantisch dichter en schrijver. De Jotie T'Hooft poëzieprijs werd naar hem vernoemd.

## Levensloop
T'Hooft was enig kind. Hij was aanvankelijk een voorbeeldige jongen met uitstekende schoolrapporten, maar op de middelbare school kende hij ernstige aanpassingsproblemen; door zijn zwakke resultaten, opstandige karakter en zijn onhandelbaar gedrag werd hij van verschillende scholen gestuurd. Hij zocht zijn toevlucht in de literatuur (Franz Kafka, Hermann Hesse), poëzie, muziek (David Bowie, Nico, Frank Zappa, Lou Reed) en drugs. Op zijn veertiende was hij al verslaafd.
Op 17-jarige leeftijd verliet hij het ouderlijk huis. Hij ging in Gent op kot om aan de kunstacademie te studeren. Van de geplande studies kwam niks terecht. Hij kwam in het drugsmilieu terecht, waar hij zijn geldnood trachtte op te lossen door drugs te verkopen en allerlei baantjes aan te nemen. Eind 1973 nam hij slaappillen in en probeerde zelfmoord te plegen door zich te kerven met scheermesjes. Deze zelfmoordpoging mislukte en zijn ouders haalden hem terug naar Bevere. Daar kende hij een periode van relatieve rust.
In 1974 werd T'Hooft bij een huiszoeking door de politie opgepakt wegens drugbezit. Hij werd ter beschikking van de jeugdrechter gesteld en werd doorverwezen naar de opvoedingsinstellingen in Beernem en Ruiselede. Na deze periode ontmoette hij Ingrid Weverbergh, een dochter van Julien Weverbergh, uit diens eerste huwelijk. Jotie en Ingrid traden op 29 augustus 1975 in het huwelijk. Zijn schoonvader, directeur van uitgeverij Manteau, bezorgde hem niet alleen werk als lector bij uitgeverij Manteau, maar zorgde er ook voor dat zijn eerste bundel Schreeuwlandschap in 1975 gepubliceerd werd.
Het drugsgebruik overheerste echter meer en meer zijn leven en maakte een ander mens van de zachtaardige T'Hooft. Omdat hij zijn vrouw Ingrid Weverbergh mishandelde, verliet zij hem. De doodsdrift van T'Hooft won het uiteindelijk. In de nacht van 5 op 6 oktober 1977 diende hij zichzelf in een kleine kamer in Brugge een overdosis cocaïne toe en pleegde zo op 21-jarige leeftijd zelfmoord. Op de muur stonden enkele laatste afscheidswoorden (vermoedelijk voor zijn ex) : "Dag kleine meid! veel geluk!" In zijn huis in Sint-Agatha-Berchem, dat binnenin helemaal zwart geschilderd was, lagen twaalf afscheidsgedichten op de schoorsteenmantel, met de toestemming voor Weverbergh om ze postuum te publiceren. Voor zijn zelfmoord zette hij het nummer 'The End' van The Doors op. De tekst van dit lied gaat over onderwerpen als liefde, drugs en uiteindelijk de dood, allemaal elementen die een grote rol in T'Hoofts leven speelden.
T'Hooft werd begraven op het kerkhof te Oudenaarde.
Na zijn dood werd nog een aantal ongepubliceerde werken van T'Hooft uitgegeven, zowel gedichten als proza. Toen Julien Weverbergh in 2004 het archief van T'Hooft wilde verkopen, stapte de weduwe T'Hooft-Weverbergh naar de rechter, die vervolgens op 18 januari 2005 de verkoop verbood. 

## De thema's in zijn poëzie
Jotie T'Hooft was in de eerste plaats een neoromantisch dichter en de thema's in zijn werk zijn dan ook de thema's uit de neo-romantiek: het onvervulbare verlangen, de spanning tussen ideaal en werkelijkheid, de droom, het ontvluchten van de werkelijkheid, het verlangen naar zuiverheid... De belangrijkste thema's bij Jotie T'Hooft, waren die zaken die een rechtstreekse vlucht vormen voor het bestaan: druggebruik, dood en zelfmoord, erotiek en seks.
Reeds in zijn jeugdjaren was T'Hooft gefascineerd door de dood. Deze fascinatie, in combinatie met de eigen doodsdrang, vormen de rode draad in het hele leven en werk van Jotie T'Hooft en komen in talloze van zijn gedichten naar voren, niet het minst in de gedichten die hij net voor zijn dood schreef, met de regel "Ik ben wereld, in mij is onstuitbaar de doodsbloem ontloken" als perfecte samenvatting van deze thematiek. Nauw aansluitend bij deze doodsdrang, was het thema van vervreemding en desoriëntatie. Jotie T'Hooft was een vreemde op deze wereld, voelde zich hier niet thuis en zocht op allerlei manieren naar een vlucht uit deze wereld om thuis te komen in zijn eigen innerlijke wereld. Ook de verwijzingen naar het verloren paradijs en de onschuld van de kindertijd moeten in dit licht gezien worden.

## Werken

### Poëzie
- Schreeuwlandschap (1975)
- Junkieverdriet (1976)
- De laatste gedichten (1977)
- Poezebeest (1978)
- Verzamelde gedichten (1981)
- In bossen op eenzame plekken (1995)
- In mij is onstuitbaar de doodsbloem ontloken (1997)
- Verzameld werk (2010)

### Proza
- Heer van de poorten (1978 - verhalen)
- Verzameld proza (1982)